# Rodolfo Torti
Rodolfo Torti (né le 24 juin 1947 à Rome) est un auteur de bande dessinée et directeur artistique italien actif depuis 1973.
Dessinateur réaliste, il est principalement connu dans le monde francophone pour ses histoires réalisés dans les années 1980 avec le scénariste Roberto Dal Prà, en particulier la série historique Jan Karta.
En 2007, il dessine Porto Farneze, une parodie de Corto Maltese écrite par le Français Pierre Veys dont Kong SA, la société gérant les droits de Pratt, empêche la parution après procès.

## Publications en français
Torti est le dessinateur de ces histoires, et ses collaborateurs leur scénariste.

### Périodiques
- Les Enquêtes de Jan Karta (avec Roberto Dal Prà)[3] :

1. Weimar, dans Pilote mensuel no 135 à 140, 1985-6.
2. Der Sturm, dans Pilote et Charlie no 5 à 10, 1986.
3. Les Jours de la cagoule, dans Pilote no 38 à 40, 1989.

- Nouvelle Frontière (avec Gabriel Barnes), dans Sunny Sun no 50 à 54, 1985-6.

### Albums
- Les Enquêtes de Jan Karta (avec Roberto Dal Prà), Dargaud :

1. Weimar, 1986  (ISBN 2205031198).
2. Der Sturm, 1987  (ISBN 2205033360).
3. 1934, 1988  (ISBN 2205034731).
4. Weimar, 1989  (ISBN 2205037374).

- Léo Greco : La Ville éternelle (avec Roberto Dal Prà), Dargaud, 1988  (ISBN 2205036246).
- Porto Farneze (avec Pierre Veys), Robert Laffont, 2007  (ISBN 9782221107058). Parodie de Corto Maltese pilonnée avant parution après procès.

## Prix
- 1995 :  Prix Yellow-Kid, au Festival de bande dessinée de Lucques